# Тайфунник коротконогий
Тайфу́нник коротконогий (Pterodroma brevipes) — вид буревісникоподібних птахів родини буревісникових (Procellariidae). Мешкає в Тихому океані. Раніше вважався конспецифічним з білолобим океанником.

## Опис
Білолобий тайфунник — невеликий морський птах, середня довжина якого становить 30 см, розмах крил 70-71 см. Верхня частина голови і обличчя навколо очей у нього темно-бурувато-сірі, лоб білий. Верхня частина тіла сіра. Забарвлення нижньої частини тіла різниться в залежності від морфи: у представників світлої морфи вона повністю біла, у представників темної морфи вона темно-сіра, за винятком білуватих підборіддя і горла, у представників проміжної морфи нижня частина тіла переважно біла, однак на грудях у них є темний "комір". Нижня сторона крил біла з широкими темними краями, від згину крила до його центру ідуть чорні смуги.

## Підвиди
Виділяють два підвиди:
- P. b. brevipes (Peale, 1849) — південь Вануату, Фіджі;
- P. b. magnificens Bretagnolle & Shirihai, 2010 — острови Банкс[en] на півночі Вануату.

## Поширення і екологія
Коротконогі тайфунники утворюють гніздові колонії на островах Кадаву і Гау (Фіджі), на островах Ерроманго, Танна і Анейтьюм на півдні Вануату, а також на островах Ефате, Гауа і Вануа-Лава в групі островів Банкс на півдні Вануату (підвид P. b. magnificens). Історично вони гніздилися також на островах Віті-Леві, Кадаву, Овалау і Вануа-Балаву у Фіджі та на острові Раротонга в групі островів Кука. За деякими свідченнями, коротконогі тайфунники можуть гніздитися на островах Кадаву, Коро, Матуку, Моала і Тотоя у Фіджі, на острові Макіра в архіпелазі Соломонових островів, на островах Раївававе, Муреа і Таїті у Французькій Полінезії та на Самоа. Під час негніздового періоду вони зустрічаються в тропічних водах Тихого океану, між 10° північної широти і 10° південної широти, досягаючи Галапагоських островів.
Коротконогі тайфунники ведуть пелагічний спосіб життя, живляться кальмарами і дрібною рибою, зокрема з родин міктофових і фотіхтієвих (Phosichthyidae). Гніздяться колоніями, облаштовують гнізда в тріщинах серед скель, на стрімких схилах. на висоті від 100 до 500 м над рівнем моря. Гніздування починається у лютому-березні. В кладці 1 біле яйце, інкубаційний період триває 6-7 тижнів. Пташенята покидають гніздо через 11-12 тижнів після вилуплення.

## Збереження
МСОП класифікує цей вид як вразливий. За оцінками дослідників, загальна популяція коротконогих тайфунників становить від 1 до 10 тисяч птахів. Їм загрожує хижацтво з боку інтродукованих хижих ссавців, зокрема щурів, кішок і мангустів.